# أدولف غرين
أدولف غرين (بالإنجليزية: Adolph Green) هو واضع كلمات الأوبرا وكاتب أغاني وكاتب سيناريو وشاعر أمريكي، ولد في 2 ديسمبر 1914 في ذا برونكس في الولايات المتحدة، وتوفي في 23 أكتوبر 2002 في نيويورك في الولايات المتحدة.

## وصلات خارجية
- أدولف غرين على موقع IMDb (الإنجليزية)
- أدولف غرين على موقع ألو سيني (الفرنسية)
- أدولف غرين على موقع ميوزك برينز (الإنجليزية)
- أدولف غرين على موقع أول موفي (الإنجليزية)
- أدولف غرين على موقع قاعدة بيانات برودواي على الإنترنت (الإنجليزية)
- أدولف غرين على موقع قاعدة بيانات الأفلام السويدية (السويدية)
- أدولف غرين على موقع إن إن دي بي (الإنجليزية)
- أدولف غرين على موقع أول ميوزيك (الإنجليزية)
- أدولف غرين على موقع ديسكوغز (الإنجليزية)
- أدولف غرين على موقع قاعدة بيانات الفيلم (الإنجليزية)